# Fustiñana
Fustiñana è un comune spagnolo di 2 394 abitanti situato nella comunità autonoma della Navarra.